# Heliophanus turanicus
Heliophanus turanicus là một loài nhện trong họ Salticidae.
Loài này thuộc chi Heliophanus. Heliophanus turanicus được Charitonov miêu tả năm 1969.